# Связка (лингвистика)
Связка (ко́пула, лат. copula) в лингвистике — специальное слово для связи подлежащего и сказуемого, выраженного не глаголом, в предложении (например: Петя (—) школьник, Петя был школьником, Дом будет красивым, Курить (—) вредно).
Часто (но не всегда) связкой является глагол или подобная глаголу часть речи. В некоторых языках в ряде случаев, как видно из русских примеров, выступает нулевая связка.

## Постоянное свойство объекта vs. временное состояние
В иберо-романских и некоторых иных романских языках в качестве связки используются два разных глагола: один восходит к латинскому esse (протоиндоевропейское *es-), второй — к stare (протоиндоевропейское *sta-). Первый обычно обозначает постоянную характеристику (свойство), а второй — временное состояние или местоположение. В некоторых славянских языках такое различие может передаваться через творительный падеж предиката, обозначающего постоянную характеристику, и именительный — для временного состояния; в русском языке для такого различения также в отдельных случаях используется противопоставление двух форм — полной и краткой соответственно — одного и того же качественного прилагательного, используемого в роли сказуемого.
| Связка                | Язык           | Язык           | Язык         |
| Связка                | Итальянский    | Испанский      | Русский      |
| --------------------- | -------------- | -------------- | ------------ |
| Произошедшие из *es-  | Bob è vecchio. | Bob es viejo.  | «Боб старый» |
| Произошедшие из *sta- | Bob sta bene.  | Bob está bien. | «Боб здоров» |

В некоторых случаях форма связки изменяет значение дополнения или обстоятельства. Примеры из португальского языка:
| Связка                | Пример 1        | Пример 1      | Пример 2          | Пример 2        |
| Связка                | Португальский   | Русский       | Португальский     | Русский         |
| --------------------- | --------------- | ------------- | ----------------- | --------------- |
| Произошедшие из *es-  | O Bob é bom.    | «Боб хороший» | O Bob é parvo.    | «Боб глупый»    |
| Произошедшие из *sta- | O Bob está bom. | «Боб здоров»  | O Bob está parvo. | «Боб дурачится» |

В некоторых языках для обозначения темы сообщения (существование или состояние) изменяется не только связка, но целиком синтаксис предложения. Например, в ирландском языке, описывая состояние или ситуацию, используют порядок слов глагол-субъект-объект вместе с глаголом bí. При описании существования и отождествления применяется глагол is, а также порядок слов меняется так, чтобы подлежащее и связка были в предложении разделены.

## Глаголы бытия
Глаголы бытия («быть», «to be» и т. п.) могут выполнять функции связки. В языках, к которым неприменима формальная логика, глагол бытия чаще является сказуемым, чем связкой, но эти функции тесно связаны и чётко выделить среди них преобладающую часто достаточно сложно. В лингвистике поднимается вопрос о т. н. «бытийных конструкциях», которые, вероятно, включают неформальные способы выражения: например, частица «это» в разговорном русском языке часто выполняет функции глагола-связки в настоящем времени.
Примеры:
- Японский: 吾輩は猫である。名前はまだない。 Вагахай ва нэко дэ ару. Намаэ ва мада най' — Я — кошка. Пока что у меня нет имени. — Нацумэ Сосэки
- Английский: To be or not to be, that is the question. — Быть или не быть, вот в чём вопрос. — Шекспир
- Английский: [Why climb Mount Everest?] Because it is there — [Зачем идти на Эверест?] Потому что он — там. — Джордж Мэллори.
- Иврит: אהיה אשר אהיה Ehyeh asher ehyeh — Я есмь Сущий. — Исх. 3:14.
- Русский: Страна, которую ищут дети, есть — М. М. Пришвин; В современном русском языке более официальный глагол в данном случае — существовать. В зависимости от ситуации могут применяться глаголы являться, иметь(ся) и т. п.
- Латинский: Cogito ergo sum. — Мыслю, следовательно, существую. — Декарт
- Французский: Je pense, donc je suis. — Мыслю, следовательно, существую.
- Венгерский: Gondolkodom, tehát vagyok. — Мыслю, следовательно, существую.

В других языках, например в шведском, бытийные значения передаются другим словом, нежели связка. Так, в шведском языке существует связка vara («быть»), но также существуют глаголы bli («становиться») и finnas («существовать», досл. «быть найденным»), которые используются в собственном значении.
- Шведский: Vem vill bli miljonär? — (досл.) Кто хочет стать миллионером?. — Bengt Magnusson
- Шведский: Varför bestiga Mt. Everest? Därför att det finns där. — Зачем идти на Эверест? Потому что он — там. (досл. «Зачем взбираться на Эверест? Потому что он существует там») — Джордж Мэллори

## Нулевая связка
В ряде языков допускается опускать связку в некоторых случаях и контекстах. В других языках это является нормой. Например, в русском, венгерском языках, в иврите и в арабском языке связка в настоящем времени чаще подразумевается, чем произносится.
Русский: «Я человек», ср. англ.  I (am) a human.
Венгерский: «ő ember», ср. англ.  He (is) a human.
Иврит: «אני בן-אדם», ср. англ.  I (am a) human.
Арабский: «أنا إنسان» ('ána 'insān), ср. англ.  I (am a) human.
Подобное употребление называют нулевой связкой. В других лицах и временах связка, как правило, появляется.
В венгерском языке нулевая связка используется только в третьем лице единственного и множественного числа:
Ő ember — «Он — человек».
Ők emberek — «Они — люди».
В других лицах:
(én) ember vagyok — «я (есть) человек».
(te) ember vagy — «ты (есть) человек».
mi emberek vagyunk — «мы (есть) люди».
(ti) emberek vagytok — «вы (все) (есть) люди».
Также связка присутствует для обозначения места и времени:
az emberek a házban vannak — «люди (есть) в доме».
hat óra van — «сейчас (есть) шесть часов».
Однако связка, как правило, опускается в неформальной речи.
В венгерском языке используют связку в предложениях типа Itt van Róbert («Роберт здесь»), и это не зависит от лица и числа. Однако связка никогда не используется в конструкциях вида Róbert öreg («Роберт старый».) Это означает, что связка в основном используется для обозначения (кратко-)временных состояний.

## Примеры
В индоевропейских языках глаголы бытия (означающие «быть», «существовать») схожи. Так, например, русская словоформа глагола «быть» есть имеет очевидную общность с английским is, немецким ist, латинским est, несмотря на то, что германские, романские и славянские языки разделились несколько тысяч лет назад. Большинство форм индоевропейской связки восходят к четырём протоиндоевропейским корням: *es- (*h1es-), *sta- (*steh2-), *wes- и *bhu- (*bhuH-)

### Русский язык
В русском языке глагол-связка в настоящем времени, как правило, опускается (#Нулевая связка). В древнерусском языке происходил от инфинитива быти и спрягался во всех семи временах, а также изменялся по родам и числам, включая двойственное (Древнерусский язык#Глагол). В современном русском, в научном и высоком стилях у связки используются только формы настоящего времени третьего лица единственного и множественного числа и очень редко — первого лица единственного числа:
|                                     |                                  |  |
| Гистология есть наука о тканях.     | Гистология — наука о тканях.     |  |
| Добро и зло суть противоположности. | Добро и зло — противоположности. |  |
| Я есмь Сущий.                       |                                  |  |

### Английский язык
В английском языке глаголом-связкой является to be. Также этот термин применим для всех слов, выполняющих в языке аналогичную функцию: к английским связующим глаголам относят также to become, to get, to feel и to seem. Также и некоторые другие глаголы в ряде случаев могут являться связками (подробнее см. англ. список связок в английском языке).
Использование:
- Идентификация.

I only want to be myself. — «Я лишь хочу быть собой»
When the area behind the dam fills, it will be a lake. — «Когда место за плотиной заполнится (водой), будет озеро».
- Принадлежность к классу или категории.

Dogs are canines. — «Собаки входят в (семейство) псовых»
Moscow is a large city. — «Москва — большой город»
- Сказуемость (отношение к свойствам и атрибутам).

Will that house be big enough? — «Достаточно ли большой тот дом?»
I am confused. — «Я запутался»
Однако глагол to be выполняет и другие значения:
- как вспомогательный глагол:
  - для образования пассивного залога: I was told that you wanted to see me. — «Мне сказали, что ты хотел меня видеть»
  - для обозначения продолжительности действия: It is raining. — «Идет дождь» (букв. — «дождит»).
- как самостоятельный глагол в значении «существовать», «быть».

To be or not to be, that is the question — «Быть или не быть, вот в чём вопрос».
I think therefore I am. — «Я думаю, следовательно, существую»
Следует заметить, что функция вспомогательного глагола в английском языке отличается от функции связки, несмотря на то что последующая форма глагола может показаться прилагательным или наречием.
В неформальной речи связка часто опускается. Например:
Where you at? — «Вы где?»
We at the store. — «В магазине»
Как и в большинстве индоевропейских языков, в английском языке связка является неправильным глаголом из-за частого употребления. Большинство глаголов английского языка (т. н. «слабые глаголы») имеют четыре формы, например «start», «starts», «starting», «started». Другая большая группа (неправильные, «сильные глаголы») имеет 5 форм, например «begin», «begins», «beginning», «began», «begun». Глагол «to be» является особенным и имеет восемь форм: «be», «am», «is», «are», «being», «was», «were», «been». В прошлом он имел ещё больше форм, включая «art», «wast», «wert», а также редко употребляемую форму сослагательного наклонения «beest».

### Немецкий язык
В немецком языке (индоевропейский язык) каждое предложение содержит глагол. Таким образом, под связкой понимается глагол, осуществляющий связь между подлежащим (субъектом) и предикативным существительным или прилагательным (наречием).
Таким глаголом чаще всего является глагол sein (быть), который также может изменяться по временам:
- Peter ist Lehrer — «Петер — учитель».
- Unser Bürgermeister ist jung — «Наш бюргермайстер — молодой».
- Der Gewinner ist Peter — «Победителем является Петер»
- Das ist zu teuer — «Это слишком дорого».
- Sokrates war ein Mensch — «Сократ был человеком».
- Ich bin Lehrer gewesen — «Я был учителем».

Глагол sein может использоваться в немецком языке и в качестве вспомогательного глагола для образования, например, прошедшего времени или в качестве самостоятельного глагола.
В качестве связки используются также и глаголы werden (стать, становиться) и bleiben (оставаться):
- Frau Meier bleibt unsere Chefin — «Фрау Майер остаётся нашим шефом».
- Laura wird schön — «Лаура будет красавицей (красивой)».

### Грузинский язык
В грузинском языке (и др. картвельских) связка также является неправильным глаголом: в разных временах используются разные корни. Корни -ar-, -kn-, -qav- и -qop- (причастие прошедшего времени) используются в настоящем, прошедшем, будущем и совершенном временах соответственно. Примеры:
|                            |                                        |  |
| Masc’avlebeli var.         | «Я — учитель»                          |  |
| Masc’avlebeli viknebi.     | «Я буду учителем»                      |  |
| Masc’avlebeli viqavi.      | «Я был учителем»                       |  |
| Masc’avlebeli vqopilvar.   | «Я работаю учителем (некоторое время)» |  |
| Masc’avlebeli vqopiliqavi. | «Я работал учителем (когда-то давно)»  |  |

Следует заметить, что в двух последних случаях (совершенное и давно прошедшее времена) два глагольных корня объединены в единый блок. В первом случае корень -qop- (обозначающий совершенное время) дополнен корнем -ar- (обозначающим настоящее время). Аналогично в давно прошедшем времени корень -qop- дополнен корнем -qav-.

### Гаитянский креольский язык
Данный язык, основанный на французском, имеет много своеобразных черт относительно не только французского языка, но и вообще романских языков, что заметно и в употреблении связки. В этом языке присутствуют формы se, ye, нулевая связка, а также отсутствие слова вообще (в целях иллюстрации это место обозначено символом «Ø»). Не сохранилось текстов, относящихся к раннему периоду выделения гаитянского языка из французского.
Очевидно, что se происходит из французского c’est [sɛ], которое представляет собой сокращение из ce (то, тот) и связки est (третье лицо, единственное число, изъявительное наклонение глагола être, произошедшего из латинского sum). Представляется, что в этом языке отсутствуют глаголы, произошедшие из латинского sto.
Происхождение ye менее ясно. Предполагается, что эта связка развилась из французского il est («он/она есть…»), которое при беглом произношении обычно сокращается до y est [jɛ].
Однако нулевая связка не используется во французском языке. Предполагается, что она появилась в начальное время, пока гаитянский язык развивался в виде пиджина на основе романских языков. Интересно, что нулевая связка иногда используется в латинском языке.
Использование определённой связки (se, ye или Ø) в данном предложении зависит от целого ряда синтаксических факторов, которые кратко можно изложить в следующем виде:
1. Ø (отсутствие слова) используется в повествовательных предложениях, где дополнение выражено прилагательным, наречием или существительным с предлогом:
|                    |                                |                                       |
| Li te Ø an Ayiti.  | «Она была на Гаити»            | (она [прошедшее время] на Гаити)      |
| Liv-la Ø jon.      | «Эта книга — жёлтая»           | (книга-[определенный артикль] жёлтая) |
| Timoun-yo Ø lakay. | «Дети находятся дома (в доме)» | (дети [определенный артикль]-дом)     |

2. Se используется в предложениях, где дополнение выражено существительным:
|                               |                                                                                          |  |
| Chal se ekriven.              | «Чарльз — писатель»                                                                      |  |
| Chal se pa ekriven.           | «Чарльз не писатель» ср. с глаголом kouri («бежать»): Chal pa kouri, а не Chal kouri pa. |  |
| Chal, ki se ekriven, pa vini. | «Чарльз, являющийся писателем, не придет»                                                |  |

3. Se также используется в местах, где во французском и английском языках употребляются формальные конструкции типа It is:
|              |            |                        |                               |
| Se mwen!     | «Я!»       | англ. «It’s me!»,      | беглое фр. «C’est moi!»       |
| Se pa fasil. | «Не легко» | англ. «It’s not easy», | беглое фр. «C’est pas facile» |

4. Ye используется в тех случаях, когда правила синтаксиса требуют помещения связки в конец предложения:
|                           |                       |                                                                        |
| Kijan ou ye?              | «Как вы?»             | (как вы есть)                                                          |
| Pou kimoun liv-la te ye?  | «Чья была эта книга?» | (чья книга-[определенный артикль] [прошедшее время] есть)              |
| M pa konnen kimoun li ye. | «Не знаю, кто это»    | (я не знаю кто он есть)                                                |
| Se yon ekriven Chal ye.   | «Чарльз — писатель!»  | (это есть писатель Чарльз есть; ср. фр. «C’est un écrivain qu’il est») |

Естественно, все приведенные правила не более чем краткий обзор.

### Японский язык
В японском языке связка представлена большим многообразием форм. Слова да и дэсу используются в качестве сказуемого, а частицы на и дэ используются для изменения значения и связи.
В большинстве японских предложений со связкой происходит отождествление понятий, то есть «А — это Б». Например:
|                  |                       |               |                                                   |
| 私は学生だ。     | Ватаси ва гакусэй да. | «Я — студент» | (досл., я [тема] студент [связка])                |
| これはペンです。 | Корэ ва пэн дэсу      | «Это — ручка» | (досл., это [тема] ручка [вежливая форма связки]) |

Разница между да и дэсу заключается в уровне вежливости: дэсу — более официальная и вежливая форма, чем да. Таким образом, две приведённые выше фразы одинаковы по значению и отличаются только вежливостью говорящего, его отношением к адресату и, в некоторой степени, уверенностью говорящего в сообщении. Однако, дэсу используется только в конце предложения, тогда как только да может выражать подчинённость. Также да используется только в изъявительных предложениях и не применяется в вопросительных.
|                    |                    |                   |                                                   |
| あれはホテルだ。   | Арэ ва хотэру да   | «Это — отель»     | (досл., это [тема] отель [связка])                |
| あれはホテルです。 | Арэ ва хотэру дэсу | «Вы видите отель» | (досл., это [тема] отель [вежливая форма связки]) |

Японское сказуемое может быть выражено связкой или глаголом. Дэсу не всегда выступает в роли сказуемого. В некоторых случаях дэсу используется с глаголами состояния для выражения вежливости. В то же время да используется только в роли сказуемого и не совмещается с глаголами состояния, потому как в предложение может содержать только одно сказуемое.
|                          |                          |                                                                           |                                                                           |
| このビールはうまい。     | Коно би: ру ва умай      | «Пиво хорошее»                                                            | (досл., это пиво [тема] есть-хорошее)                                     |
| このビールはうまいです。 | Коно би: ру ва умай дэсу | «Ваше пиво хорошее»                                                       | (досл., это пиво [тема] есть-хорошее [вежливая форма])                    |
| *このビールはうまいだ。  | *Коно би: ру ва умай да  | Такое предложение недопустимо, потому как да может быть только сказуемым. | Такое предложение недопустимо, потому как да может быть только сказуемым. |

Существует несколько версий появления слова дэсу. По одной из них, дэсу — это сокращение от вежливой формы であります дэ аримасу от である дэ ару. Обе формы употребляются только в письменной речи. Другая возможная изначальная форма — でございます дэ годзаимасу (ещё более официальная форма от であります дэ аримасу, этимология: でござる дэ годзару + суффикс вежливости -ます -масу), что используется в ряде ситуаций для обозначения большого уважения. Следует заметить, что である дэ ару и でござる дэ годзару образованы с вежливой частицей で дэ и существующими в языке глаголами ある ару и ござる годзару. В беглой речи です дэсу может сокращаться до っす -ссу. Связка сильно различается в диалектах японского языка и может принимать даже формы や я (область Кинки) и じゃ дзя (Хиросима).
В японском языке имеются ещё два глагола, перекликающиеся со связкой — ару и иру. Это не связки, а полнозначные глаголы. Для неодушевлённых предметов и растений используется ару, а для людей и животных — иру, но из этого весьма общего правила есть исключения.
|                        |                         |                  |
| 本はテーブルにある。   | Хон ва тэ: буру ни ару  | «Книга на столе» |
| キムさんはここにいる。 | Киму-сан ва коко ни иру | «Ким здесь»      |

### Китайский язык
Приведенные здесь примеры основаны на стандартном китайском — путунхуа (севернокитайский язык) и его романизации — пиньинь.
В китайском языке состояние и качество передаются глаголами состояния, поэтому связка не требуется. Например, «быть уставшим» (累 lèi), «быть голодным» (饿 è), «быть расположенным в» (在 zài), «быть глупым» (笨 bèn) и т. п. Перед этими глаголами может употребляться наречие, например «очень» (很 hěn), «не» (不 bù) и т. п. Это может упрощать структуру предложения, например 我饿。 wǒ è. («Я голоден»)
Глагол бытия 是 shì («быть») часто используется только в предложениях, где дополнение выражено существительным (например, типа «это — моя сестра»). В других случаях используется прилагательное с номинализатором 的 de, то есть 那只大的狗不喜欢猫。 nà zhī dà de gǒu bù xǐ huan māo. — «Это большая собака не любит кошек». В этом случае de модифицирует прилагательное dà («большой»), показывая, что большая собака.
Происхождение китайской связки 是 shì спорно. Ранее династии Хань в этой функции употреблялось указательное местоимение «этот» (что сохранилось в некоторых идиомах и в японском языке). По мнению некоторых лингвистов, 是 shì превратилось в связку из-за частого употребления в качестве второго подлежащего. Например, в вэньяне правильное предложение: «Джордж Буш, это президент США», что на самом деле означает «Джордж Буш является президентом США». Этимологически 是 shì развилось из значения «прямой», однако в современном китайском языке оно может объединяться с частицей 的 de со значеним «да» или согласия. Например:
- Вопрос: 你的车是不是红色的？ nǐ de chē shì bu shì hóng sè de? — «Ваш автомобиль красный?»
- Ответ: 是的。 shì de. — «Да» (Показывает согласие с вопросом, ответ можно представить так: «Это так»)

Есть более чёткий способ показать, что фраза является ответом на вопрос. Для этой цели можно использовать слова типа «точно», «правильно» — 对 duì, который заменяет 的 de.